# Elisa Sednaoui
Elisa Sednaoui (Savigliano, 14 dicembre 1987) è una modella e attrice italiana.

## Carriera
Nasce a Savigliano da Anna Morra e Olivier Sednaoui, architetto di origine siriana; appena nata si trasferisce coi genitori in Egitto, dove vive i suoi primi anni fra Il Cairo e Luxor. Inizia le elementari a Milano e torna in Piemonte nel 2004 dove termina gli studi; ottenuto il diploma di maturità presso il liceo linguistico "G. Giolitti" di Bra, decide di perseguire la carriera di modella trasferendosi prima a Parigi e successivamente a New York nel 2006. L'anno seguente partecipa ai cataloghi di H&M e Victoria's Secret.
A luglio 2008 debutta sulle passerelle newyorkesi di Dolce & Gabbana per poi diventare, nello stesso anno, testimonial di Love Moschino, fotografata da Tom Munro.
In seguito lavora anche per le campagne pubblicitarie di Emilio Pucci e Diane von Fürstenberg. Compare inoltre sulle copertine dell'edizione francese, russa e serba di L'Officiel e nell'edizione tedesca di Vogue.
Nell'aprile 2010 il sito web vogue.it nomina Elisa Sednaoui rising star (stella emergente). 
Nel 2011 è una delle modelle del Calendario Pirelli, fotografata da Karl Lagerfeld. Ripete l'esperienza nel 2013.
Dopo gli studi di recitazione inizia a prendere parte a produzioni cinematografiche: la prima volta nel 2010 col ruolo principale nel film Indigène D'Eurasie ("Eastern Drift") del regista lituano Šarūnas Bartas; Il film viene presentato in anteprima alla Berlinale 2010 - sezione "The International Forum of New Cinema". Sempre nel 2010 interpreta il ruolo principale femminile in Bus Palladium, per la regia di Christopher Thompson.
Nel 2011 è protagonista della campagna pubblicitaria di Chanel Eyewear scattata da Karl Lagerfeld, di Giorgio Armani scattata da Nick Knight e nel Febbraio 2012 del profumo Roberto Cavalli, scattata da Steven Kleine con Johan Renck regista per il video. Prima della sua morte nel febbraio 2019, Sednaoui è stata la musa ispiratrice di Karl Lagerfield.
Nel 2010 è stata uno dei componenti della giuria del Paris Film Festival, nel 2011 della giuria della sezione Revelations al Festival di Deauville, nel 2014 ha fatto parte della giuria Cinecole al Marrakech Film Festival.
Nel 2011 debutta alla regia col documentario Image of a Woman, codiretto nella campagna egizia con Martina Gili e ancora inedito.
Gili e Sednaoui hanno co-diretto un video musicale per la canzone "Robots on Meth" del produttore musicale Chaim, inizialmente pubblicato esclusivamente su Interview.com
Seguono i ruoli di attrice in L'amore dura tre anni di Frédéric Beigbeder e La leggenda di Kaspar Hauser di Davide Manuli, entrambi nel 2012.
Nel 2011, è una delle modelle del Calendario Pirelli, fotografata da Karl Lagerfeld. Ripete l'esperienza nel 2013 con il rinomato fotografo Steve Mc Curry.
Nel 2013 partecipa a Les Gamins di Anthony Marciano e a Libertador di Alberto Arvelo.
Nel 2014 ha interpretato il ruolo principale di Francesca nel film Soap opera, di Alessandro Genovesi.
Nel 2013 ha creato la Fondazione Elisa Sednaoui (ESF), dedicata a promuovere l'apprendimento creativo attraverso iniziative di doposcuola per i giovani. L'organizzazione si è espansa e oggi esiste sia come impresa sociale con il nome di Funtasia Enterprise che come organizzazione non profit con il nome di Funtasia Impact.
Funtasia Impact è un'organizzazione non profit registrata nel Regno Unito, attiva in Italia dal 2016 attraverso l'entità Funtasia Italia. Nel 2020 nasce anche Funtasia Impact USA, attiva negli Stati Uniti.
Ad oggi, Funtasia Impact ha una presenza fisica in 24 città del mondo e una presenza digitale a livello globale. Ha coinvolto 11.291 giovani di età compresa tra i 4 e i 18 anni e oltre 1.500 adulti lavorando con le comunità e per le comunità e adattando i programmi alle esigenze specifiche dei gruppi destinatari.
Sednaoui ha anche fondato e dirige Funtasia Enterprise, una società USA Benefit, che si concentra su prodotti educativi for profit per genitori e insegnanti unite a consulenze per scuole e musei.
Viene scelta come madrina del Festival del Cinema di Venezia 2015, kermesse che ha inaugurato in maniera informale il 1º settembre, sfilando sulla spiaggia del Lido di Venezia a piedi nudi e ufficialmente alla serata di apertura svoltasi il 2 settembre sul palco della Sala Grande al Palazzo del Cinema del Lido.
Nel mese di novembre diventa testimonial della nuova fragranza di Missoni, con scatti fotografici e spot pubblicitari realizzati dal regista Premio Oscar Paolo Sorrentino.
Elisa Sednaoui è apparsa sulla copertina di riviste come Vogue Italia, Vogue Arabia, Vanity Fair Italia, Glamour Italia, L'Officiel, Flair, Marie Claire, Elle e molte altre.
Elisa ha inoltre collaborato a lungo con il fotografo Peter Lindbergh, in particolare per il contratto pluriennale con il marchio italiano di gioielli Buccellati e il marchio di moda Ermanno Scervino nel 2016 e 2017
Nel 2017 ha diretto “In Conversation With Vogue Arabia”, il primo cortometraggio mai apparso sulla versione online di Vogue Arabia, con protagonista il designer libanese Elie Saab. Il cortometraggio ha fatto parte della Selezione Ufficiale dell'edizione 2017 del London Fashion Film Festival, del Berlin Fashion Film Festival, del Milano Fashion Film Festival, dell'Istanbul Fashion Film Fest, del Copenhagen Fashion Film e dell'Aesthetica Short Film Festival.
Nel 2019, Christian Louboutin ha lanciato un nuovo modello di borsa che ha chiamato "Elisa" in suo onore.
Christian Louboutin è il padrino di Elisa che nel tempo è diventata sua musa ispiratrice.
Nel 2019 e 2020 Lancome la ingaggia per due video pubblicitari.
Il 17 Maggio 2022 esce il suo primo libro, scritto in collaborazione con Paolo Borzacchiello, "Nessuno può farti star male senza il tuo permesso" pubblicato da Mondadori. Il libro diventa un bestseller entrando come numero 1 della categoria Varie la prima settimana dell’uscita e rimanendo in classifica nazionale per 17 settimane.

## Funtasia Italia
Funtasia Italia collabora con le scuole pubbliche delle città di Bra, Savigliano, Torino. In collaborazione con il Ministero della Pubblica Istruzione, Funtasia offre corsi per sviluppare competenze di vita essenziali con particolare attenzione all'espressione autentica e alla fiducia in se stessi, al benessere interiore ed esteriore, alle interazioni e all'empatia con gli altri.
In collaborazione con Caffè Vergnano, Funtasia ha sviluppato un programma educativo incentrato sull'imprenditorialità e l'inclusione di genere per due classi di scuola superiore (circa 50 giovani) più 500 beneficiari online. Un percorso esperienziale che unisce il potenziamento delle competenze vitali essenziali, con l'opportunità di riflettere sul tema della realizzazione personale, tuffandosi in presupposti, pregiudizi e gender gap.
L'organizzazione collabora con Save the Children Italia dal 2016 per sviluppare la capacità degli educatori di Save the Children che lavorano nei centri Punti Luce in tutta Italia, a Napoli, Roma Ostia, Roma Torre Maura, Roma Ponte di Nona Udine, Genova, Milano Giambellino, Prato , Bari, Torino, Palermo Zen, Palermo Zisa e Sassari. Il progetto più recente a cui hanno collaborato si chiamava “Equip today to thrive tomorrow” (ET3) e finanziato da Accenture Foundation, in collaborazione con Save the Children USA. Il progetto si svolge in Italia e contemporaneamente in altri 5 Paesi del mondo e raggiungerà nei 3 anni circa 44.000 beneficiari, tra bambini e giovani e 3.000 tra genitori, insegnanti, facilitatori ed educatori. L'obiettivo principale di ET3 è sviluppare le competenze umane e digitali dei bambini (dagli 8 ai 14 anni) con un alto livello di consapevolezza dei propri bisogni con un focus sulla crescita mentale e sulla creatività in una prospettiva di inclusione di genere.

## Vita privata
Elisa Sednaoui è sposata dal 3 maggio 2014 con Alex Dellal, uomo d'affari di origini inglesi e brasiliane. Insieme hanno 2 figli: Jack Zeitoun Dellal, nato nel 2013, e Samuel Luxor Dellal, nato nel 2017 .
Elisa Sednaoui parla 6 lingue: italiano, francese, spagnolo, inglese, portoghese e arabo.

## Filmografia
- Indigène D'Eurasie - Easter Drift, regia di Šarūnas Bartas (2010)
- Noi, insieme, adesso - Bus Palladium (Bus Palladium), regia di Christopher Thompson (2010)
- L'amore dura tre anni (L'amour dure trois ans), regia di Frédéric Beigbeder (2012)
- La leggenda di Kaspar Hauser, regia di Davide Manuli (2012)
- Vitelloni allo sbaraglio (Les Gamins), regia di Anthony Marciano (2013)
- Soap opera, regia di Alessandro Genovesi (2014)
- Non uccidere, regia di Giuseppe Gagliardi - serie TV, episodio 1x02 (2015)

## Pubblicazioni
- Nessuno può farti star male senza il tuo permesso - Elisa Sednaoui, Paolo Borzacchiello - Mondadori 2022

## Campagne pubblicitarie
- Buccellati (2015)
- Buccellati Jewerly (2016-2017)
- Chanel Eyewear (2011)
- Diane Von Furstenberg (2010)
- Diesel Black Gold (2010)
- El Corte Ingles P/E (2014)
- El Palacio de Hierro (2014)
- Emilio Pucci Eyewear (2009)
- Ermanno Scervino A/I (2015) P/E (2016)
- Love Moschino (2008-2009)
- Gerard Darel (2012-2013)
- Giorgio Armani (2011)
- Giorgio Armani New Normal (2016)
- Hogan (2010)
- Jaeger A/I (2015)
- John Frieda (2009)
- Joie (2012)
- Missoni Eau de Parfum (2015-2017)
- Moussy (2010)
- Ra-Re (2010)
- Roberto Cavalli Fragrance (2011-2015)
- Roberto Cavalli Acqua Fragrance (2015)
- Roberto Cavalli Nero Assoluto Fragrance (2013-2015)
- Shopbop (2011)
- Talento A/I (2015)
- Tod's Cape Bag (2015)
- Zalando (2016)
- "Ermanno Scervino (2016-2017)
- "Buccellati" (2016-2017)
- "Missoni Fragrance" (2015-2017)
- "Lancome" (2019-2020)
- "Orciani" (2021)